# Nickenich
Nickenich är en kommun och ort i Landkreis Mayen-Koblenz i förbundslandet Rheinland-Pfalz i Tyskland.
Kommunen ingår i kommunalförbundet Verbandsgemeinde Pellenz tillsammans med ytterligare fyra kommuner.